# Werner Schopp
Werner Schopp (* 22. Mai 1939; † 8. Dezember 2020) war ein deutscher Fußballspieler. 

## Karriere
Werner Schopp kam aus der Jugend der Stuttgarter Kickers in die erste Mannschaft. Er absolvierte insgesamt 15 Spiele und erzielte dabei 5 Tore für die Kickers, davon 2 Spiele in der Oberliga Süd. Anschließend war er beim TSV Holzmaden aktiv, wo er bis zu seinem Tod Ehrenmitglied war.